# Station Bangor West
Station Bangor West  is een spoorwegstation in Bangor in het Noord-Ierse graafschap Down. Het station  ligt aan de lijn Belfast - Bangor.